# .jm
.jm es el dominio de nivel superior geográfico (ccTLD) para Jamaica.